# Иринарх (Лапшин)
Епи́скоп Ирина́рх (в миру Ива́н Игна́тьевич Лапши́н; 1832 — 14 (27) марта 1902, Нижний Новгород) — епископ Древлеправославной Церкви Христовой (старообрядцев, приемлющих белокриницкую иерархию), епископ Ярославский и Костромской.
Канонизирован Русской православной старообрядческой церковью в 2003 году.

## Биография
Родился в 1832 году в деревне Высоково Даниловского уезда Ярославской губернии в крестьянской семье, его родители — Игнатий и Синклитикия — принадлежали к официальной православной Церкви. В детстве обучился грамоте у местного псаломщика. Женился на бедной девушке-сироте Екатерине Дмитриевне. В молодости начал посещать старообрядческую моленную в соседней деревней Елохино Даниловского уезда Ярославской губернии, ныне Некрасовский район Ярославской области и со временем перешёл в старообрядчество, вслед за ним последовательницами «старой веры» стали его жена и мать, отец был недоволен поступком сына.
10 октября 1898 года на Освященном Соборе священноинок Иринарх избран епископом новообразованной Ярославской и Костромской епархии.
21 октября 1898 года в Москве в домовом храме С. А. Нырковой состоялась его епископская хиротония.
После рукоположения прибыл в селе Елохино, где в то время находилось местопребывание епархиального архиерея.
На Освященном Соборе в августе 1899 года был избран помощником Московского архиепископа «чтобы ему иметь всегдашним помощником кого-либо из ближайших епископов для того, чтобы возможно было ему когда и отлучаться для личного обозрения неких мест его обширной архиепископии, и чтобы текущие дела в его архиепископии за отсутствием его не были в застое».
За отказ дать подписку об отречении от епископского сана 7 июля 1901 года был административно выслан из села Елохино Ярославской губернии (ныне Некрасовского района Ярославской области) в Нижний Новгород под надзор полиции. Умер через девять месяцев после высылки, 14 (27) марта 1902 года.
После объявления свободы вероисповедания прихожане Свято-Успенской общины села Елохина обратились с просьбой к властям о перенесении мощей епископа для захоронения в Елохино. 24 апреля 1909 года в Нижнем Новгороде его сохранившийся гроб был ископан и доставлен в село Елохино (по другим данным, тело было перевезено в 1903 году). К месту прибытия гроба навстречу святителю вышел крестный ход, после чего тело епископа было торжественно захоронено в Успенском старообрядческом храме села Елохино.
В 2000 году останки владыки Иринарха были освидетельствованы митрополитом Алимпием. Во время осмотра обнаружилось их нетление.